# 巴拉顿弗考亚尔
巴拉顿弗考亚尔（匈牙利語：Balatonfőkajár，匈牙利語發音：[ˈbɒlɒtoɱføːkɒjaːr]）是匈牙利维斯普雷姆州所辖的一个村，位于巴拉顿湖畔，总面积21.92平方公里，总人口1337，人口密度61.0人/平方公里（2010年1月1日）。